# Anne Frank
Annelies Marie „Anne” Frank (n. 12 iunie 1929, Frankfurt am Main, Statul Liber Prusia⁠(d), Reich-ul German – d. februarie 1945, Lagărul de concentrare Bergen-Belsen, Statul Liber Prusia⁠(d), Reich-ul German) a fost o fată evreică germană, care și-a pierdut cetățenia germană în exilul neerlandez și care a căzut victimă genocidului nazist din cel de-al Doilea Război Mondial. Este cunoscută datorită jurnalului pe care l-a ținut în ascunzătoarea din Amsterdam, înainte de a fi arestată.
Jurnalul, publicat după război de către tatăl ei, care supraviețuise, este considerat un document istoric al Holocaustului, autoarea devenind o figură-simbol a victimelor naziștilor.

## Copilăria

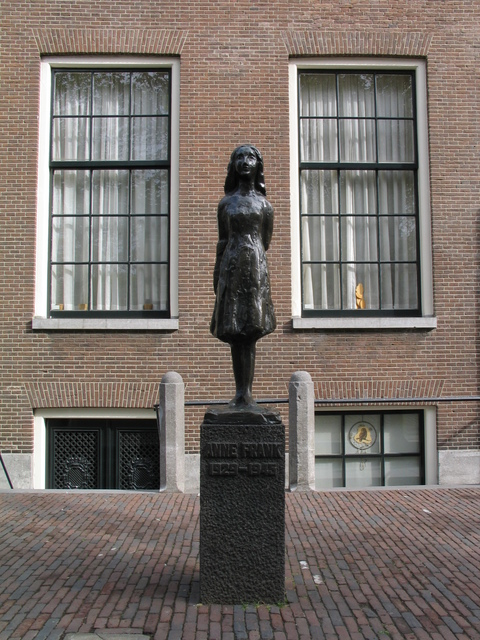
Statuia Annei Frank la Amsterdam

Anne a fost cea de-a doua fiică a lui Otto Frank și a lui Edith Frank (născută Holländer). A avut o soră care era cu trei ani mai mare, Margot Frank.
Familia Frank, evrei reformați, locuia într-un cartier cu oameni de diferite credințe, Anne având prietene romano-catolice, protestante și evreice. Familia nu era strictă în ceea ce privește tradițiile religioase. Cea mai religioasă dintre ei era mama, Edith, iar Otto, care avea o bibliotecă vastă, se ocupa mai ales de educația fetelor, îndemnându-le să citească.
După ce naziștii au venit la putere în Germania, Otto Frank s-a hotărât să deschidă o filială a firmei pe care o avea, Opekta, la Amsterdam, în Olanda.
După ce Otto se mutase singur la Amsterdam în 1933, Edith și fetele l-au urmat în februarie 1934.
În 1938 Otto a înființat împreună cu Herman van Pels (tot evreu, exilat din Osnabrück) o a doua firmă, Pectacon, care vindea mirodenii.
În 1939, mama lui Edith s-a exilat și ea la Amsterdam de la Aachen, unde a decedat în 1942.
În mai 1940 Olanda a fost ocupată de Germania nazistă, rezultatul fiind că regina Wilhelmina a plecat la Londra în exil, Olanda capitulând.
La început naziștii au fost mai puțin agresivi față de evreii din Olanda, dar acest lucru nu a durat mult timp. Legi antisemite au fost decretate una după alta, interzicerea evreilor de a merge la cinematograf afectând-o pe Anne cel mai tare deoarece avea plăcerea de a colecționa fotografii ale actorilor și actrițelor de film. Totodată a fost nevoită să se transfere la o școală pentru evrei, iar puțin mai târziu toți evreii au fost obligați să poarte steaua lui David. Pentru a ocroti firmele de controlul strict nazist, Otto a predat pro forma conducerea lor colaboratorilor săi arieni Johannes Kleiman și Victor Kugler.
Pe data de 12 iunie 1942, cu ocazia aniversării vârstei de 13 ani, Anne a primit un jurnal cu carouri alb-roșii, cu cheie. În el, făcea confidențe unei prietene imaginare, Kitty, pe teme de religie, dragoste și sexualitate, precum și relatări despre situația războiului sau relația cu celelalte persoane ascunse în Anexă.

## Ascunzătoarea

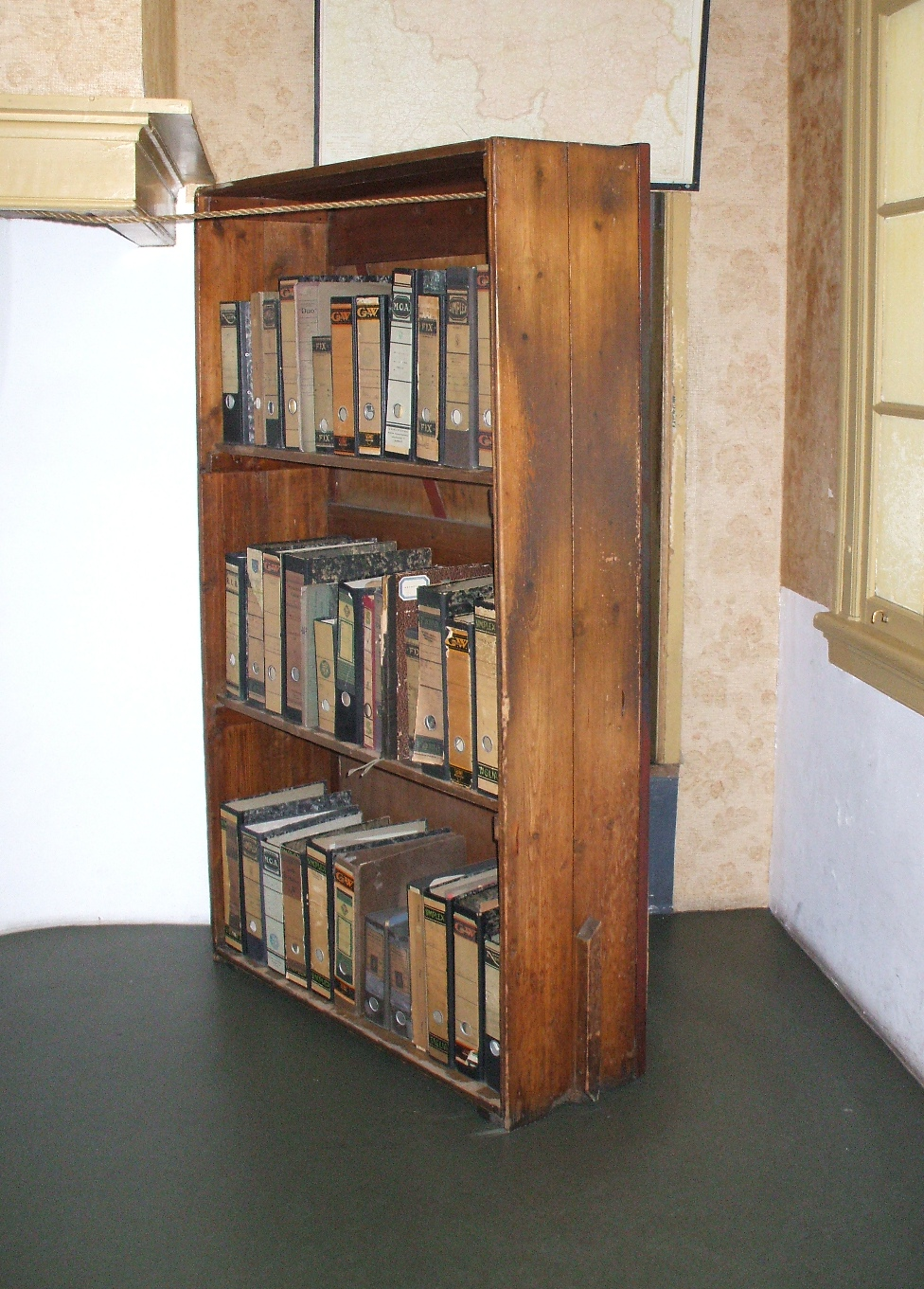
Reconstrucție a bibliotecii-ușă a ascunzătorii din Prinsengracht 263

La sugestia lui Kleiman, Otto Frank pregătise o ascunzătoare în locuința din Prinsengracht 263, de circa 50 m², a cărei intrare era camuflată cu o bibliotecă. Otto o rugase pe secretara sa, Miep Gies, să îi ajute. Cu toate că știa că riscă condamnarea la moarte dacă ar fi fost descoperiți, aceasta a acceptat imediat, ea și soțul ei, Jan Gies, plus colegii de serviciu Kugler și Kleiman, precum și dactilografa Bep Voskuijl ajutând familia Frank cu alimente și alte lucruri necesare tot timpul cât au stat ascunși.
Pe data de 5 iulie 1942, Margot, sora Annei, a primit o înștiințare că va fi trimisă într-un lagăr de muncă. În caz de neprezentare, toată familia Frank urma să fie arestată. De aceea, familia Frank s-a hotărât să se ascundă mai repede decât planificaseră inițial.
Pentru a deruta autoritățile, și-au lăsat locuința în dezordine, cu un bilet care crea impresia că ar fi fugit în Elveția. După o săptămână, li s-a alăturat în ascunzătoare familia van Pels, iar în noiembrie 1942 Fritz Pfeffer.
| Cei ascunși                | Cei ascunși                                         | Cei ascunși                               | Cei ascunși                                                                   |
| Nume                       | Pseudonim                                           | Născut                                    | Decedat                                                                       |
| -------------------------- | --------------------------------------------------- | ----------------------------------------- | ----------------------------------------------------------------------------- |
| Otto Frank                 |                                                     | 12 mai 1889, Frankfurt pe Main            | 19 august 1980, Basel                                                         |
| Edith Frank (n. Holländer) |                                                     | 16 ianuarie 1900, Aachen                  | 6 ianuarie 1945, Auschwitz-Birkenau                                           |
| Margot Betti Frank         |                                                     | 16 februarie 1926, Frankfurt pe Main      | (probabil) martie 1945, Bergen-Belsen                                         |
| Annelies Marie Frank       |                                                     | 12 iunie 1929, Frankfurt pe Main          | (probabil) martie 1945, Bergen-Belsen                                         |
| Hermann van Pels           | Hans van Daan (la Anne) Hermann van Daan (în carte) | 31 martie 1898, Gehrde                    | 8 septembrie 1944, Auschwitz-Birkenau                                         |
| Auguste van Pels           | Petronella van Daan                                 | 29 septembrie 1900, Buer, lângă Osnabrück | 9 aprilie 1945, Raguhn, lagăr exterior al lagărului de concentrare Buchenwald |
| Peter van Pels             | Alfred van Daan (la Anne) Peter van Daan (în carte) | 8 noiembrie 1926, Osnabrück               | 5 mai 1945, Mauthausen                                                        |
| Fritz Pfeffer              | Albert Dussel                                       | 30 aprilie 1889, Gießen                   | 20 decembrie 1944, Neuengamme                                                 |

| Cei care i-au ajutat pe cei ascunși | Cei care i-au ajutat pe cei ascunși | Cei care i-au ajutat pe cei ascunși | Cei care i-au ajutat pe cei ascunși |
| Nume                                | Pseudonim                           | Născut                              | Decedat                             |
| ----------------------------------- | ----------------------------------- | ----------------------------------- | ----------------------------------- |
| Miep Gies-Santrouschitz             | Anne van Santen (la Anne)           | 15 februarie 1909, Viena            | 11 ianuarie 2010, Hoorn             |
| Jan Gies                            | Henk van Santen (la Anne)           | 18 octombrie 1905, Amsterdam        | 26 ianuarie 1993, Amsterdam         |
| Victor Kugler                       | Harry Kraler (la Anne)              | 5 sau 6 iunie 1900, Vrchlabí        | 16 decembrie 1981, Toronto          |
| Johannes Kleiman                    | Simon Koophuis (la Anne)            | 1896, Koog aan de Zaan (Olanda)     | 30 ianuarie 1959, Amsterdam         |
| Bep Voskuijl                        | Elly Kuilmans (la Anne)             | 5 iulie 1919, Amsterdam             | 6 mai 1983, Amsterdam               |

Cei ascunși au locuit mai bine de doi ani în ascunzătoare. În acest timp nu au putut ieși afară și trebuiau să aibă grijă să nu atragă atenția asupra ascunzătorii prin zgomote, lumină etc.

## Trădarea și arestarea
Cu toate că se consideră că cei ascunși au fost trădați de către cineva, trădătorul nu a putut fi identificat niciodată.
Pe data de 4 august 1944, naziștii au venit la locuința din Prinsengracht după ce cineva îi trădase sunând Gestapo-ul. Kleiman și Kugler au fost arestați (primul fiind eliberat ulterior din motive de sănătate, iar cel de-al doilea reușind pe 28 martie 1945 să evadeze din lagărul unde era ținut). Miep Gies a folosit haosul care s-a produs în legătură cu arestarea celor ascunși și a încuiat jurnalul Annei într-un sertar, intenționând să i-l dea înapoi după război.
Cei ascunși au fost duși la sediul Gestapo-ului, unde au fost ținuți peste noapte, iar a doua zi au fost transferați în închisoarea Huis van Bewaring, iar după alte două zile în lagărul de tranzit Westerbork.
Pe 2 septembrie 1944, familiile Frank și van Pelt au fost anunțate la apel că vor fi trimise la Auschwitz. Pe 3 septembrie 1944 a plecat ultimul tren spre Auschwitz (cu 1.019 evrei), unde a ajuns după două zile. La rampă, femeile și bărbații s-au văzut pentru ultima oară. Anne împlinise 15 ani cu trei luni înainte de sosirea la Auschwitz, scăpând astfel de o moarte imediată, deoarece 549 de pasageri, inclusiv toți cei sub vârsta de 15 ani, au fost trimiși direct în camerele de gazare.
Cei 258 de bărbați și 212 de femei care scăpaseră de prima selecție au fost dezbrăcați, dezinfectați, rași și tatuați cu un număr.
Anne, Margot și Edith Frank au fost trimise la blocul 29 din lagărul de femei Birkenau, unde au stat până pe 28 octombrie 1944, când au fost transferate în lagărul de concentrare Bergen-Belsen.
În martie 1945 a izbucnit în lagăr o epidemie de tifos, care se pare că a omorât 17.000 de prizonieri. Printre victime s-au aflat Anne și Margot. Se pare că Margot a murit cu câteva zile înainte Annei.
Pe 15 aprilie 1945, trupele britanice au eliberat lagărul de concentrare.
Otto Frank a fost singurul care a supraviețuit dintre cei care se ascunseseră în Prinsengracht 263. După eliberarea pe 27 ianuarie 1945 (de către trupele sovietice) a lagărului de la Birkenau a locuit până în 1953 la Amsterdam. După aceea, s-a mutat la Basel, Elveția, unde locuia sora sa. Acolo s-a recăsătorit cu Elfriede Markovits, care își pierduse la rândul său soțul și fiul la Auschwitz. Până la moartea sa, pe data de 19 august 1980, Otto a locuit la Birsfelden, lângă Basel, dedicându-și viața publicării jurnalului Annei.

## Vezi și
- Holocaust
- Etty Hillesum
- Éva Heyman (Anne Frank a Transilvaniei)